# فالنتينا سيرفي
فالنتينا سيرفي (بالإيطالية: Valentina Cervi)‏ (و. 1976 – م) هي ممثلة من إيطاليا . ولدت في روما .

## روابط خارجية
- فالنتينا سيرفي على موقع IMDb (الإنجليزية)
- فالنتينا سيرفي على موقع قاعدة بيانات الأفلام العربية
- فالنتينا سيرفي على موقع ألو سيني (الفرنسية)
- فالنتينا سيرفي على موقع أول موفي (الإنجليزية)
- فالنتينا سيرفي على موقع قاعدة بيانات الأفلام السويدية (السويدية)
- فالنتينا سيرفي على موقع قاعدة بيانات الفيلم (الإنجليزية)
- فالنتينا سيرفي على موقع كينوبويسك (الروسية)